# Liobagrus formosanus
Liobagrus formosanus är en fiskart som beskrevs av Regan, 1908. Liobagrus formosanus ingår i släktet Liobagrus och familjen Amblycipitidae. Inga underarter finns listade i Catalogue of Life.